# オン・ジ・エアー
『オン・ジ・エアー』（On the Air）は、マーク・フロストとデヴィッド・リンチによって企画されABCで放送されたアメリカ合衆国のシットコム。7エピソード撮影されたが、アメリカでは3エピソードのみ放送された。生放送バラエティ番組『レスター・ガイ・ショー』を放送しようとする1950年代の架空のテレビネットワークZBC（Zoblotnick Broadcasting Company）の製作スタッフの滑稽さとその惨憺たる結果を描く。
イアン・ブキャナン、マーラ・ルビネフ、ナンシー・ファーガソン、ミゲル・フェラー、ゲイリー・グロスマン、メル・ジョンソン・Jr出演。デヴィッド・リンチ、レスリー・リンカ・グラッター、ジャック・フィスク、ジョナサン・サンガー、ベティ・トーマスが監督を務めた。

## キャスト
レスター・ガイ
演 - イアン・ブキャナン、日本語吹替 - 江原正士
第二次世界大戦の間アメリカに留まっていた落ち目の映画スターだったが、ハリウッドの当時の看板スターたちが戦争に行ったため売り込まれた。そのときに出演したB級ミュージカル映画『ピカデリー・サーカス』は自信作で、自らの代表作だと言っている。『レスター・ガイ・ショー』の主演俳優。売れない時代にオレンジジュースの缶にウォッカを入れてすすっているところをZBCネットワークの社長バディ・バドウォーラーが見つけ、表舞台にカムバックするチャンスとして今回のテレビショーの話を持かけられた。『レスター・ガイ・ショー』の主役だが、レスター・ガイがエンターテイナーになりきるよりも自身の人気ばかりに気を取られていたため、助演女優のベティ・ハドソンの方が視聴者の人気を得ることになる。エピソード第6回目でレスターは『ベティ・ハドソン・ショーwithレスター・ガイ』というロゴのスケッチを発見し打ちのめされる。
ベティ・ハドソン
演 - マーラ・ルビネフ、日本語吹替 - 伊藤美紀
演技経験が全くなく、言っていることが理解できなかったり母親の名前を忘れるなど頭も悪いが、真面目で可愛らしい無邪気な少女。ベティの「鳥たちは可愛い歌を歌い、空気にはいつも音楽がある」という考えと、彼女の純真な優しさをアメリカの一般市民に示したことで早くもものすごいファンを勝ち得た。ベティはアメリカの恋人となり、テレビショーの主役であるレスター・ガイの影を薄くした。
バディ・バドウォーラー
演 - ミゲル・フェラー、日本語吹替 - 若本規夫
ゾブロトニク・ブロードキャスティング・カンパニーネットワークの社長で、ウェストハリウッドでオレンジジュースの缶からウォッカをすすっていた落ち目の俳優レスター・ガイを発見し、すぐに彼がコントロールできる人物だと気づく。バドウォーラーは、ZBCのオーナーであるイアン・ゾブロトニクが第二次世界大戦時代にレスター・ガイが演じたミュージカル映画『ピカデリー・サーカス』を愛していることを知っていた。バドウォーラーは自らの地位を高めるため、ゾブロトニクにミュージカル出身のヒーローとしてレスター・ガイを紹介する。『レスター・ガイ・ショー』をやればやるほどベティ・ハドソンの人気が高まり、バドウォーラーはこのままだと彼女にショーが滅ぼされて乗っ取られると感じ、自分が職を失うことを恐れ始める。
ニコル・ソーン
演 - キム・マクガイア、日本語吹替 - 深見梨加
バドウォーラーの秘書兼番組担当者。もし『レスター・ガイ・ショー』が失敗した場合に自分が職を失うことを心配し、レスター・ガイとバドウォーラーのベティを貶める計画に加わる。
ドワイト・マクゴニグル
演 - マーヴィン・カプラン、日本語吹替 - 飯塚昭三
『レスター・ガイ・ショー』のプロデューサーで、全くの無名だったベティ・ハドソンを発掘したキャスティングの天才。遠い場所からベティを呼び寄せて彼女を訓練し、『レスター・ガイ・ショー』に出演させるため連れて来る。第3回目のエピソードでマクゴニグルは花粉症を患って犬のスナップスになる特効薬を服用し、マクゴニグルにはスナップスやシスル夫人が憑依した。
ヴラジャ・ゴクテフ
演 - デヴィッド・ランダー、日本語吹替 - 千葉繁
イワン・ゾブロトニクの甥で、『レスター・ガイ・ショー』の監督。彼が話す英語の発音は大概間違っており、ほとんど理解できないためルーシーが通訳している。靴とミンク油を好み、スタジオにゾブロトニクが来たときは彼と共にブーツメーカーと崇める名前のない女に差し出すための靴を集めまくる。
ルーシー・トゥルワーシー
演 - ナンシー・ファーガソン、日本語吹替 - 佐々木優子
『レスター・ガイ・ショー』のプロダクションアシスタント。ゴクテフの間違った英語を理解できる唯一の人物のため、彼の通訳も兼ねている。
バート・シェイン
演 - ゲイリー・グロスマン、日本語吹替 - 西川幾雄
『レスター・ガイ・ショー』の助演男優。混乱しやすいことを除けば彼は優秀である。第1回目のエピソードではベティの悲鳴を出演の合図として指定された。これがキッチンシーンで滑稽な事態を招くことになる。
ビリー・”ブリンキー”・ワッツ
演 - トレイシー・ウォルター、日本語吹替 - 梅津秀行
『レスター・ガイ・ショー』の音響効果技術者。＂ボーズマン・シンプレックス＂（超遠視）に苦しんでおり、視力が25.62もあり他の誰にも見ることができない光景がいつも彼だけは見えている。
ミッキー
演 - メル・ジョンソン・Jr、日本語吹替 - 島田敏
『レスター・ガイ・ショー』の視覚効果監督で、ブリンキーの親友。第2回目のエピソードでは視覚効果として笑いガスが出る盗聴装置カバンをデザイン、製作した。
ショーティ
演 - アーウィン・キーズ、日本語吹替 - 戸谷公次
巨大で不死身の舞台係。第7回目のエピソードですごい高さを顔から落下したにもかかわらず、立ち上がり「おっと」とだけ言って歩いていく。
いそがしツインズ
演 - レイリー・フレンド&レイモンド・フレンド
身体が接合している双子。いつも2つ首のセーターを着て「いそげ」と言いながらセットを走り回っている。
イワン・ゾブロトニク
演 - シドニー・ラシック、日本語吹替 - 滝口順平
ゾブロトニク・ブロードキャスティング・カンパニーネットワークのオーナー。英語が苦手なため役者とは滅多に会わないが、ベティ・ハドソンを気に入り彼女とは直接会っている。粗末なカツラを被っており、周囲からは密かにイタチのようだと言われている。。彼専用のホットラインがあり、怒ると受話器から炎や水を出す。甥のヴラジャ・ゴクテフと同じく靴好きで、ヴラジャと共にスタジオ中の靴を集めて回る。
アナウンサー
演 - エヴェレット・グリーンバウム、日本語吹替 - 石森達幸
番組のタイトルコールを担当する高齢男性。発声前に必ず付き添いの女性に口にスプレーを吹きかけてもらう。
アンサー教授
演 - チャールズ・タイナー、日本語吹替 - 北村弘一
レスター・ガイが企画したクイズ番組で挑戦者席のベティ・ハドソンと彼女の毎回違うパートナーに挑むIQがとても高い人物。レスターは彼を騙して委員が自分だけの孤児院運営協会に賞金を寄付することを条件にヤラセをさせる。
ドクター・ウィンキー
演 - リチャード・リール、日本語吹替 - 荒川太郎
ドワイト・マクゴニグルに花粉症の特効薬を処方する西側の国出身の医師。
エセル・シスル夫人
演 - ダイアナ・ベラミー、日本語吹替 - 巴菁子
ベティ・ハドソンの中学校時代の先生。レスター・ガイの予想に反して次々と問題に正解し、彼とバドウォーラーを追い詰めるが何百万人の視聴者が見ていると知り取り乱す。
スタン・テイリングス
演 - フレディ・ジョーンズ、日本語吹替 - 神山卓三
第4回目のエピソードでゲストスターとして招かれた映画『無実に近い男』に主演した銀幕スター。元は舞台俳優で、自分にとって映画は舞台劇の副産物だと語る。昔の話になると誰かが止めるまで話し続ける。喉がいがらっぽくなると猫の鳴き声のような音が出る。
ウォーリー・ウォルターズ
演 - チャック・マッキャン、日本語吹替 - 安西正弘
第5回目のエピソードでゲストスターとして出演する人形使い。マクゴニグルがプロデュースする朝の子供向け番組で人形劇をやっている。ピーナッツ君という人形を意思を持つものとして扱い、ピーナッツ君が罵られて泣くとウォーリーは彼を慰める。普段ウォーリーは裏方でピーナッツ君が役を演じている。
シルヴィア・ハドソン
演 - アン・ブルーム、日本語吹替 - 吉田理保子
ベティ・ハドソンの姉である大女優。映画からテレビに転身して成功したスターだが、他人に対しては毒舌で特別待遇を要求するわがままな人物。第5回目のエピソードでスペシャルゲストスターとして招かれてピーナッツ君と共演する予定だったが、人形とは共演しないというポリシーを持っていたシルヴィアによって共演は無しになった。レスター・ガイはミュージカル映画『ドーバーの白い断崖』で端役を演じ、ワンシーンだけシルヴィアと共演した。
グレート・プレシディオ
演 - I・M・ホブソン、日本語吹替 - 八奈見乗児
第6回目のエピソードでゲストとして招かれたジプシー魔術師。彼はジプシートラベラーマジックの発明者で、ゾブロトニクは家に当時の看板を飾るほど彼の大ファン。だが帽子を被り葉巻を咥えた犬の夢を見て以来マジックが出来なくなり、現在はガソリンスタンドで働くやつれた老人になっていた。
ビル・マルカヒー
演 - ジョン・クエイド、日本語吹替 - 荒川太郎
声を耳障りな音に変える音声変調機をレスター・ガイに紹介し、レスターたちのベティ貶め計画を手助けする。
名前のない女
演 - ベリナ・ローガン、日本語吹替 - 嶋村薫
第7回目のエピソードでパフォーマンスをする黒タイツの女性。1950年代の最先端パフォーマーで、レスター・ガイの一押しで出演が決まった。ヴラジャ・ゴクテフとは言葉の聞き違いから親密な関係になり、ヴラジャは彼女をブーツメーカーと崇める。
スナップス
犬の俳優で、第1回目のエピソードでは『レスター・ガイ・ショー』のスポンサーであるウェルビー・スナップス・ブランド・ドッグフードのCMに嫌々出演させられていた。その後レギュラーメンバーとなり毎回スタジオ内を散策している。
アメリカの一般市民
『レスター・ガイ・ショー』の視聴者。第2回目を除くどのエピソードにも登場し、受けているかいないかを彼らの反応で知ることができる。
ナレーション
日本語吹替 - 中江真司

## スタッフ
- 撮影監督：ロナルド・ヴィクトル・ガルシア（英語版）、ピーター・デミング
- プロダクションデザイナー：オコウィタ
- 編集：デヴィッド・シーゲル、メアリー・スウィーニー（英語版）、ポール・トレホ
- 衣裳デザイン：エイミー・ストフスキー
- 音楽：アンジェロ・バダラメンティ

### 日本語版スタッフ
- 翻訳：新村一成
- 演出：岩浪美和
- 効果：佐藤良介
- 録音：新井保雄
- プロデューサー：相原正之、泉英次

## エピソード
| No. | Title            | Director                     | Writer(s)                               | Producer(s)                                 | U.S. airdate  |
| --- | ---------------- | ---------------------------- | --------------------------------------- | ------------------------------------------- | ------------- |
| 1 | "エピソード 1.1" | デヴィッド・リンチ           | マーク・フロスト デヴィッド・リンチ     | グレッグ・フィーンバーグ                    | 1992年6月20日 |
| 新番組の生放送バラエティ『レスター・ガイ・ショー』の放送を控え、俳優陣とZBCのスタッフはリハーサルを行っていた。そこに社長のバドウォーラーが現れ、この番組に我が社の社運がかかっていると皆に伝える。そして生放送が始まるが、大道具が倒れて主役のレスター・ガイが気絶する。さらにカメラが倒れたり効果音を間違えたりと、リハーサルでは起きなかった惨事が次々と襲いかかりオーナーのゾブロトニクから怒りの電話がかかってくる。そのとき助演のベティ・ハドソンが歌い始め、めちゃくちゃになった生放送を救う。 備考- 1997年のTV Guideで100の優れたエピソードの内の57番に選ばれた。 |                  |                              |                                         |                                             |               |
| 2 | "エピソード 1.2" | レスリー・リンカ・グラッター | マーク・フロスト                        | ディーパック・ネイヤー ロバート・エンゲルズ | 未放送        |
| 主役のレスター・ガイを完全に食い、ゾブロトニクとファンに好かれたベティ・ハドソンはゾブロトニクにディナーへと誘われる。彼女が名を上げることを警戒したレスターとバドウォーラーは、ニコル・ソーンも参加させて妨害計画を実行する。 |                  |                              |                                         |                                             |               |
| 3 | "エピソード 1.3" | ジャック・フィスク           | ロバート・エンゲルズ                    | ディーパック・ネイヤー ロバート・エンゲルズ | 1992年6月27日 |
| ベティと大きく差をつけられたレスターは、彼女を貶めるためクイズ番組を企画する。だが局の予算を使い果たしてしまう賞金額にバドウォーラーは仰天し、レスターに事情を聞くと彼から史上最高のIQの持ち主と称されるアンサー教授にヤラセをさせると話され、バドウォーラーはドキドキしながら番組を見守る。 |                  |                              |                                         |                                             |               |
| 4 | "エピソード 1.4" | ジョナサン・サンガー         | スコット・フロスト                      | ディーパック・ネイヤー ロバート・エンゲルズ | 未放送        |
| 番組が名作『無実に近い男』の再現として『限りなく無実に近い男』というドラマをやることになり、原作の主役を演じた銀幕スターのスタン・テイリングスをゲストとして招く。レスターはこれが失敗すれば『レスター・ガイ・ショー』は打ち切りだとバドウォーラーから言われる中生放送に臨むが、いつものようにトラブルが相次ぎ筋書き通りにいかなかった。 |                  |                              |                                         |                                             |               |
| 5 | "エピソード 1.5" | レスリー・リンカ・グラッター | マーク・フロスト                        | ディーパック・ネイヤー ロバート・エンゲルズ | 1992年7月4日  |
| ZBCでは、ベティの姉で映画界からテレビに転身し大成功していた大女優のシルヴィア・ハドソンをスペシャルゲストとして『レスター・ガイ・ショー』に招き、朝の子供向け番組に出演している人形使いのウォーリー・ウォルターズが操るピーナッツ君と彼女の共演を予定していた。しかしシルヴィアはプライドが高く、人形との共演を拒みピーナッツ君の出番がなくなってしまう。 |                  |                              |                                         |                                             |               |
| 6 | "エピソード 1.6" | ベティ・トーマス             | ロバート・エンゲルズ                    | ディーパック・ネイヤー ロバート・エンゲルズ | 未放送        |
| マジック番組をやることが決まり、ジプシートラベラーマジックの開発者で大魔術師のグレート・プレシディオを招く。だが彼は悪夢のせいでマジックができなくなっており、困ったバドウォーラーはレスターにマジックを練習して生放送でプレシディオの代わりにやるよう指示する。 |                  |                              |                                         |                                             |               |
| 7 | "エピソード 1.7" | ジャック・フィスク           | デヴィッド・リンチ ロバート・エンゲルズ | ディーパック・ネイヤー ロバート・エンゲルズ | 未放送        |
| レスターは自身も大ファンで若者たちに人気の最先端パフォーマー、名前のない女をショーに出演させる話でバドウォーラーと口論になっていたが、結局バドウォーラーが折れる形で名前のない女を招くことになる。その後レスターはベティの人気を失墜させるため、ビル・マルカヒーから紹介された音声変調機を使って視聴者のベティに対するイメージを壊そうと画策する。 |                  |                              |                                         |                                             |               |